# نبرد دیو
نبرد دیو نبردی دریایی است که در ۳ فوریهٔ ۱۵۰۹ میلادی در دریای عرب در بندر دیو هند بین امپراتوری پرتغال، و ناوگان مشترک سلطنت گجارت، ممالیک برجی مصر، کالیکوت‌ها با حمایت جمهوری ونیز و امپراتوری عثمانی رخ داد.